# Yanelis Labrada
Yanelis Labrada (n. 8 octombrie 1981, Cuba) este o sportivă ce a reprezentat Cuba, medaliată olimpică. A participat la o ediție a Jocurilor Olimpice (2004) în care a câștigat o medalie de argint.